# Разерфорд-Колледж (Північна Кароліна)
Разерфорд-Колледж (англ. Rutherford College) — місто (англ. town) в США, в окрузі Берк штату Північна Кароліна. Населення — 1226 осіб (2020).

## Географія
Разерфорд-Колледж розташований за координатами 35°45′3″ пн. ш. 81°31′37″ зх. д. / 35.75083° пн. ш. 81.52694° зх. д. (35.750750, -81.526924).  За даними Бюро перепису населення США в 2010 році місто мало площу 5,86 км², уся площа — суходіл.

## Демографія
Згідно з переписом 2010 року, у місті мешкала 1341 особа в 575 домогосподарствах у складі 368 родин. Густота населення становила 229 осіб/км².  Було 614 помешкання (105/км²).
Расовий склад населення:
| - 96,4 % — білих - 2,5 % — азіатів - 0,4 % — чорних або афроамериканців |

До двох чи більше рас належало 0,6 %. Частка іспаномовних становила 0,4 % від усіх жителів.
За віковим діапазоном населення розподілялося таким чином: 20,2 % — особи молодші 18 років, 62,4 % — особи у віці 18—64 років, 17,4 % — особи у віці 65 років та старші. Медіана віку мешканця становила 45,5 року. На 100 осіб жіночої статі у місті припадало 98,1 чоловіків;  на 100 жінок у віці від 18 років та старших — 96,3 чоловіків також старших 18 років.
Середній дохід на одне домашнє господарство  становив 58 375 доларів США (медіана — 48 380), а середній дохід на одну сім'ю — 70 224 долари (медіана — 60 625). За межею бідності перебувало 9,1 % осіб, у тому числі 18,3 % дітей у віці до 18 років та 8,2 % осіб у віці 65 років та старших.
Цивільне працевлаштоване населення становило 639 осіб. Основні галузі зайнятості: виробництво — 27,4 %, освіта, охорона здоров'я та соціальна допомога — 26,1 %, мистецтво, розваги та відпочинок — 11,1 %, роздрібна торгівля — 9,9 %.